# Operace Anakonda
Operace Anakonda (angl: Operation Anaconda) je kódové označení pro operaci z března 2002, jež byla vedena USA a jejich Afghánskými spojenci v rámci války v Afghánistánu. Cílem operace Anakonda bylo zničit síly al-Káidy a Talibanu v údolí Shahi-Kot a v horách Arma jihovýchodně od Zormatu. Kromě amerických a afghánských sil se připojily Austrálie, Kanada, Dánsko, Francie, Německo a Norsko.

## Průběh

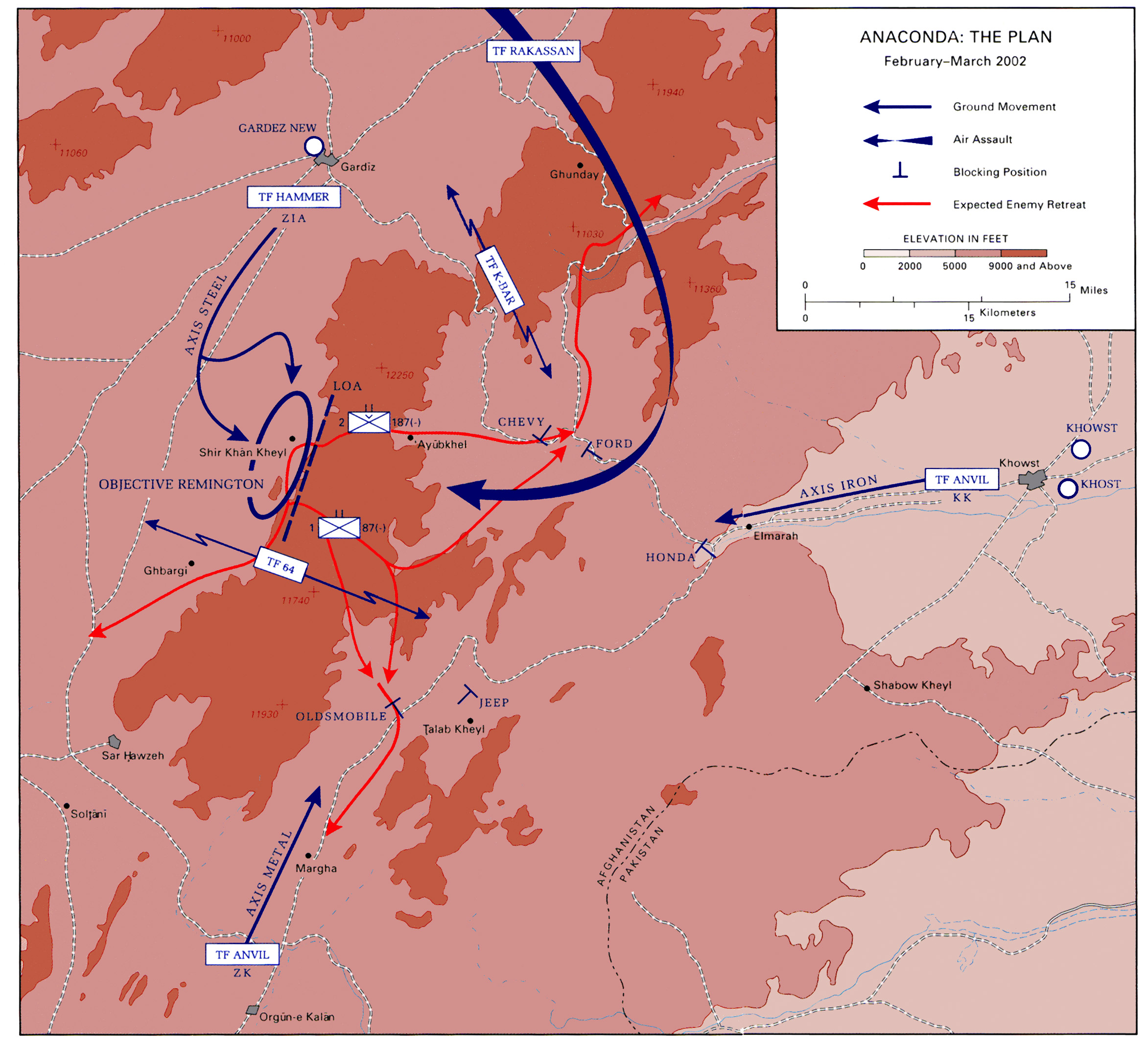
Mapa operace

Operace byla zahájena v ranních hodinách 1. března 2002, již v prvních hodinách útoku však narazily koaliční jednotky na nečekané problémy. Namísto odhadovaných dvou set bojovníků se jich v údolí nacházelo zhruba pětkrát tolik. Ti byli navíc překvapivě silně vyzbrojeni, disponovali i těžšími zbraněmi v podobě raketometů a minometů a perfektně znali terén. Afghánské milice při útoku ze severu utrpěly vážné ztráty, zatímco na americké vrtulníky vysazující vojáky na jižním konci údolí čekala hustá protiletecká palba. Jen s vypětím všech sil a za vydatné vzdušné podpory se Američanům podařilo dosáhnout plánovaných pozic.
Operace Anakonda skončila vítězstvím koalice a americkým a afghánským silám se podařilo vyhnat většinu příslušníků al-Káidy a Talibanu z údolí Shahi-Kot. Ztráty na americké straně tvořilo pouze 8 padlých a 82 raněných. Odhadované ztráty al-Káidy a Talibanu jsou v rozsahu od 100-800(1000) vojáků. Neznámému počtu rebelů se podařilo z údolí uprchnout do Pákistánu.